# Paratacamit
Paratacamit (Smith, 1906), chemický vzorec Cu3(Cu,Zn)[(OH)3|Cl]2, je klencový minerál. Název je odvozen od jeho příbuznosti s atacamitem.

## Vznik
Je to druhotný minerál, vzniká při přeměně minerálů s obsahem mědi v oxidační zóně měděných ložisek hlavně v aridních oblastech.

## Morfologie
Tvoří klencové krystaly obvykle s tvary r {1011}, f {0221} a c {0001}. Tvary ν {70713}, u {4047}, l {2461} jsou vzácné a špatně vyvinuté. Krystaly též sloupcovité až jehličkovité, s rýhováním podle zóny rfa. Celistvé i zrnité agregáty a práškovité povlaky. Běžně dvojčatí podle {1011} a tvoří dvojčata dvou typů, někdy dvojčatí polysynteticky.

## Vlastnosti
- Fyzikální vlastnosti: tvrdost 3, křehký, hustota 3,74 g/cm³. Štěpnost podle {1011} velmi dobrá, lom lasturnatý až nerovný.
- Optické vlastnosti: barva zelená až zelenavě černá v různých odstínech, vryp zelený. Průsvitný až téměř opakní. Lesk skelný, též zemitý až kalovitý.

## Podobné minerály
- atacamit

## Parageneze
- caracolit, schwarzembergit, atacamit

## Naleziště
Byl nalezen ve fumarolách z Etny a Vesuvu v Itálii; v antických struskách z Laurionu (Řecko), na dole Botallack (Cornwall, Anglie). V Austrálii byl nalezen u Broken Hill. Poprvé byl popsán nález z ložiska Sierra Gorda v Chile.